# 奈倉道隆
奈倉 道隆（なぐら　みちたか、1934年7月29日-　）は、名古屋市出身の浄土宗の僧侶、医師、東海学園大学名誉教授。専門は共生人間論、老年医学。

## 略歴
名古屋市生まれ。1960年京都大学医学部卒。1973年医学博士。1974年 佛教大学文学部仏教学科卒。大阪社会事業短期大学助教授、大阪府立大学社会福祉学部教授、1986年龍谷大学社会学部教授、1997年東海学園大学教授、2005年同名誉教授、四天王寺国際仏教大学教授、放送大学客員教授。

## 著書
- 『老年の心と健康』ミネルヴァ書房 1978
- 『老人養護講座 6 老人の健康処遇』老人生活研究所 1984
- 『仏教と生活の医学』仏教大学通信教育部 1987

### 博士論文
- 『現在の医療供給態勢に関する社会医学的研究 - 入院患者の発病から社会復帰に至る迄の問題点』（医学博士、乙種、京都大学、1973年）

### 共編著
- 『高齢化社会と社会保障』角田豊共編 法律文化社　選書現代の生活と社会保障 1978
- 『老年期の心とからだ 健康への総合援助をめざして』宮田学共著 中央法規出版 老人養護双書 1981
- 『社会福祉入門』改訂版 岡本民夫,永岡正己共編著.放送大学教育振興会 2004
- 『僧侶のための仏教カウンセリング入門』友久久雄監修 林幹男,譲西賢共編著 四季社 2005
- 『仏教カウンセリング入門』友久久雄監修 林幹男, 譲西賢共編著 四季社 2005
- 『岡村理論の継承と展開 第1巻 社会福祉原理論』松本英孝,永岡正己共編著 ミネルヴァ書房 2012

### 論文
- CiNii>奈倉道隆

## 注
1. ↑  『現代日本人名録』2002年